# Edmund Pendleton
Edmund Pendleton (contea di Caroline, 1721 – Richmond, 1803) è stato un politico statunitense.
Attivista per l'indipendenza della Virginia, ne fu eletto nel 1775 presidente del comitato di salute, il che lo rese padrone incontrastato dello stato.
Cessato l'incarico nel 1776, fu posto (1788) a capo della convenzione della Virginia che ratificò la costituzione americana.